# Bolsaja Szosznova
Bolsaja Szosznova (oroszul: Большая Соснова) falu Oroszország Permi határterületén, a Bolsaja Szosznova-i járás székhelye.
Lakossága: 4432 fő (a 2010. évi népszámláláskor).

## Fekvése
A Permi határterület nyugati részén, Permtől 147 km-re délnyugatra, a Szosznova folyó partján helyezkedik el.

## Története
Oroszország központi területeiről szökött (elvándorolt) parasztok alapították az 1520-as években. 1580-ban a Sztroganovok ezen a helyen kisebb erődítményt létesítettek. Más forrás szerint a 17. században alapították. A falu a régi szibériai út (szibirszkij trakt) mentén feküdt, postaállomás és a szibériai száműzetésre indulók pihenőhelye volt.
A járást Bolsaja Szosznova székhellyel 1924-ben hozták létre. 1963-ban megszüntették, majd 1969-ben, módosított területi beosztással újra létrehozták.